# Terrence Paul
Terrence „Terry“ Michael Paul (* 14. September 1964 in Oakville, Ontario) ist ein ehemaliger kanadischer Ruderer und späterer Rudertrainer.
Terrence Paul begann seine sportliche Laufbahn im Basketball, wegen seiner Körpergröße wechselte er 1979 als Steuermann zum Rudern. Ab 1983 war er Steuermann im Team der Brock University. 1986 steuerte er das Boot von Robert Marland und Raymond Collier bei den Weltmeisterschaften im Zweier mit Steuermann auf den achten Platz. Im Jahr darauf belegten Brian Saunderson, John Houlding, Robert Marland und Harold Backer mit Terrence Paul den vierten Platz im Vierer mit Steuermann bei den Weltmeisterschaften 1987 in Kopenhagen. In dieser Besetzung gewann der Vierer auch die Bronzemedaille bei der Sommer-Universiade 1987. Bei den Olympischen Spielen 1988 belegte der Vierer in der gleichen Besetzung den neunten Platz. 1989 wurde der kanadische Vierer neu zusammengesetzt. Bei den Weltmeisterschaften 1989 ruderten Darren Barber, Darby Berkhout, Andy Crosby, Bruce Robertson und Terrence Paul auf den zehnten Platz. 1990 wechselten vier Mitglieder dieser Crew in den kanadischen Achter. Bei den Weltmeisterschaften 1990 siegte der Deutschland-Achter vor dem kanadischen Achter in der Besetzung Darren Barber, Andy Crosby, Robert Marland, Derek Porter, Michael Rascher, Bruce Robertson, Brian Saunderson, John Wallace und Terrence Paul. Auch bei den Weltmeisterschaften 1991 siegten die Deutschen vor den Kanadiern, bei denen Don Telfer für Brian Saunderson im Boot saß. Bei der olympischen Regatta 1992 in Barcelona trat der kanadische Achter mit Michael Forgeron für Don Telfer an. Die Kanadier gewannen den ersten Vorlauf und belegten im ersten Halbfinale den zweiten Platz hinter den Rumänen. Im Finale siegten die Kanadier mit 14 Hundertstelsekunden Vorsprung vor den Rumänen, der Deutschlandachter erhielt die Bronzemedaille.
Der 1,65 m große Terrence Paul startete nach seiner aktiven sportlichen Laufbahn eine Trainerkarriere. Er begann an der Cornell University und war später Nationaltrainer in Kanada und der Schweiz.